# Чокто (округ, Міссісіпі)
Шаблон:StateAbbr_ 33°21′ пн. ш. 89°15′ зх. д. / 33.35° пн. ш. 89.25° зх. д.
Округ  Чокто (англ. Choctaw County) — округ (графство) у штаті Міссісіпі, США. Ідентифікатор округу 28019.

## Історія
Округ утворений 1833 року.

## Демографія
За даними перепису 
2000 року 
загальне населення округу становило 9758 осіб, усе сільське.
Серед мешканців округу чоловіків було 4672, а жінок — 5086. В окрузі було 3686 домогосподарств, 2668 родин, які мешкали в 4249 будинках.
Середній розмір родини становив 3,06.
Віковий розподіл населення поданий у таблиці:
| Стать    | До 15 років | 15-21 | 22-29 | 30-39 | 40-49 | 50-65 | 65-85 | Понад 85 |
| -------- | ----------- | ----- | ----- | ----- | ----- | ----- | ----- | -------- |
| Чоловіки | 1074        | 569   | 396   | 611   | 688   | 755   | 515   | 64       |
| Жінки    | 1065        | 528   | 442   | 645   | 711   | 815   | 722   | 158      |

## Суміжні округи
- Вебстер — північ
- Октіббега — схід
- Вінстон — південний схід
- Аттала — південний захід
- Монтгомері — захід

## Виноски
1. ↑  U.S. Decennial Census. United States Census Bureau. Архів оригіналу за 26 квітня 2015. Процитовано 3 листопада 2014.
2. ↑  Historical Census Browser. University of Virginia Library. Архів оригіналу за 11 серпня 2012. Процитовано 3 листопада 2014.
3. ↑  Population of Counties by Decennial Census: 1900 to 1990. United States Census Bureau. Процитовано 3 листопада 2014.
4. ↑  Census 2000 PHC-T-4. Ranking Tables for Counties: 1990 and 2000 (PDF). United States Census Bureau. Процитовано 3 листопада 2014.
5. ↑  State & County QuickFacts. United States Census Bureau. Архів оригіналу за 7 червня 2011. Процитовано 3 вересня 2013. [Архівовано 2011-06-07 у Wayback Machine.](англ.) Наведено за англійською вікіпедією.
6. ↑  American FactFinder. Бюро перепису населення США. Архів оригіналу за 26 лютого 2012. Процитовано 31 січня 2008. [Архівовано 2008-05-21 у Wayback Machine.]

| США | Це незавершена стаття з географії США. Ви можете допомогти проєкту, виправивши або дописавши її. |